# Les Fleurs d'Hiroshima
Les Fleurs d'Hiroshima (The Flowers of Hiroshima) est un roman écrit par l'écrivaine et journaliste suédoise Edita Morris et qui est paru en 1961 aux éditions Julliard.

## Résumé
L'époque se situe vers l’année 1960, donc 15 ans après la bombe.
L’histoire est racontée par Yuka, 30 ans, mariée, deux enfants et habitant Hiroshima.
La tragédie se passe au matin du 6 août 1945. Un jeune pilote, Claude Eatherly, survole le Japon dans un avion de reconnaissance. Il est suivi par un bombardier p une bombe d’un type nouveau ; longue de trois mètres et pesant quatre tonnes, elle s'appelle Little Boy .
A 8 h 15, Eatherly se trouve juste au-dessus d’Hiroshima. Il donne l’ordre au bombardier de lâcher la bombe.
A 8 h 16, Hiroshima est rayé de la surface de la terre. Tout s’est passé en une minute et il y a 70000 morts, sans compter les cancers et pathologies multiples qui suivront.
N’étant pas très riche, Yuka partage sa maison avec des locataires. Elle fait ainsi la connaissance de Sam Willoughby, un jeune américain en voyage d’affaires et curieux de connaître le Japon. Bien que Yuka fasse tout pour les lui dissimuler, il découvrira les secrets des survivants de la bombe : la maladie de Fumio, le mari de Yuka, la mort horrible de sa mère ; jusqu’à la tragédie de tous ces habitants d’Hiroshima touchés par la bombe. Ces humains radioactifs sont considérés comme des "êtres à part". Ohatsu, la petite sœur de Yuka, en sera la preuve pour Sam. Le jour où son fiancé présente  Ohatsu à sa famille, celle-ci ne veut pas d’elle. Elle risque de mettre au monde des enfants-monstres. Sam se trouvera complètement chamboulé, transformé par cette expérience japonaise.

## Prix
Ce livre a reçu le prix Albert-Schweitzer en 1961.